# 普顏不花
普颜不花（？—1367年），表字希古，蒙古族人，元朝政治人物，元顺帝时中书参知政事。
普颜不花倜傥有大志。至正五年（1345年），由国子生登进士，举乙酉科右榜进士第一状元。被授职为翰林修撰，调任河南行省员外郎。至正十一年（1351年），转任江西行省左右司郎中，参加镇压徐寿辉起义。历任江西行省廉访副使、益都路达鲁花赤、山东廉访使。至正十八年（1358年），升至中书参知政事，和治书侍御史李国凤经略江南，与陈友谅作战，获胜。至正十九年（1359年），担任山东宣慰使，转任知枢密院事，山东行省平章政事，驻守益都。至正二十七年（1367年），吴王朱元璋派军攻克益都，普颜不花被擒不降而死。

## 延伸阅读
[在维基数据编辑]
 《元史·卷196》，出自宋濂《元史》